# 亞歷山大·利波夫
亞歷山大·沃洛德莫洛维奇·利波夫（烏克蘭語：Олександр Володимирович Липовий，1991年10月9日—），烏克蘭籃球運動員。他現在效力於烏克蘭籃球超級聯賽布德夫尼克籃球俱樂部。他也代表烏克蘭國家男子籃球隊參賽。